# ستيفان جيسلاسون
ستيفان جيسلاسون (بالآيسلندية: Stefán Gíslason)‏ هو لاعب كرة قدم آيسلندي في مركز الوسط، ولد في 15 مارس 1980 في فياردابيغد في آيسلندا. شارك مع منتخب آيسلندا تحت 17 سنة لكرة القدم ومنتخب آيسلندا تحت 19 سنة لكرة القدم ومنتخب آيسلندا تحت 21 سنة لكرة القدم ومنتخب آيسلندا لكرة القدم. أما مع النوادي، فقد لعب مع آود هيفرلي لوفين وغراتزر أي كاي وناتدبيرنوفيلاغ ريكيافيكور ونادي أرسنال ونادي بروندبي ونادي بريدابليك ونادي سترومسغودست ونادي فيكينغ ونادي كيفلافيك ونادي ليلستروم ونادي لين.

## وصلات خارجية
- ستيفان جيسلاسون على موقع قاعدة بيانات كرة القدم.إي يو (الإنجليزية)
- ستيفان جيسلاسون على موقع ناشيونال فوتبول تيمز (الإنجليزية)
- ستيفان جيسلاسون على موقع عالم كرة القدم.نت (الإنجليزية)